# This Christmas (Olivia Newton-John)
This Christmas è un album in studio di musica natalizia della cantante britannico-australiana Olivia Newton-John e dell'attore statunitense John Travolta, pubblicato nel 2012.

## Tracce
1. Baby, It's Cold Outside – 3:19 (Frank Loesser)
2. Rockin' Around the Christmas Tree (featuring Kenny G) – 2:13 (Johnny Marks)
3. I'll Be Home for Christmas (featuring Barbra Streisand) – 3:32 (Kim Gannon, Walter Kent, Buck Ram)
4. This Christmas (featuring Chick Corea) – 4:25 (Nadine McKinnor, Donny Pitts)
5. Silent Night – 4:48 (Traditional)
6. The Christmas Waltz – 3:00 (Sammy Cahn, Jule Styne)
7. Have Yourself a Merry Little Christmas (featuring Cliff Richard) – 4:36 (Ralph Blane, Hugh Martin)
8. Winter Wonderland (featuring Tony Bennett and the Count Basie Orchestra) – 2:30 (Felix Bernard, Dick Smith)
9. White Christmas – 3:16 (Irving Berlin)
10. I Think You Might Like It – 3:11 (John Farrar)
11. The Christmas Song – 3:41 (Mel Tormé, Robert Wells)
12. Deck the Halls (featuring James Taylor) – 2:41 (Traditional)
13. Auld Lang Syne / Christmas Time Is Here (Medley) – 4:08 (Traditional / Vince Guaraldi, Lee Mendelson)